# Scapigliatura
La Scapigliatura va ser un moviment artístic i literari desenvolupat a Itàlia septentrional, que va tenir el seu centre a Milà i que després es va expandir instal·lant-se en tota la península, sobretot en els anys seixanta, setanta i vuitanta del segle xix. La paraula, que es va imposar en el curs dels anys cinquanta del segle xix per l'ús que li va donar l'escriptor Cletto Arrighi, és la lliure traducció del terme francès bohème (vida de gitanos), referit a la vida desordenada i anticonformista dels artistes parisencs descrita en la novel·la d'Henri Murger Scènes de la vie de bohème (1847-49).

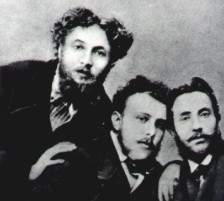
Emilo Praga, Carlo Dossi i Luigi Conconi

Els scapigliatos estaven animats per un esperit de rebel·lia contra la cultura tradicional i el bon sentit burgès. Un dels primers objectius contra el que van lluitar va ser el caràcter moderat i superficial de la cultura oficial italiana, l'estètica principal de la qual era la del secondo romanticismo d'Aleardi, Tommaseo i Prati. Van lluitar tant en contra del romanticisme italià, al qual jutjaven lànguid i frívol, com del provincialisme de la cultura del Risorgimento. Van veure de manera diferent la realitat, cercant localitzar el nexe subtil que unia la realitat física a la psíquica. D'aquí la fascinació que el tema de la malaltia va exercir sobre la seua poètica, sovint reflectint-se tràgicament sobre la seua vida que, com la dels bohémiennes francesos, va ser generalment breu.
La Scapigliatura, que no va ser mai una escola o un moviment organitzat, amb una poètica comuna clarament expressada en manifestos i escrits teòrics, va tenir el mèrit de fer sorgir per primera vegada a Itàlia el conflicte entre artista i societat, típic del romanticisme estranger. El procés de modernització post-unitari havia portat als intel·lectuals italians, sobretot als de tendència humanista, als marges de la societat i va ser d'aquesta manera que entre els scapigliatos es va difondre un sentiment de rebel·lia i de menyspreu radical de les normes morals convencionals, que va tenir la conseqüència de crear el mite de la vida dissipada i irregular.

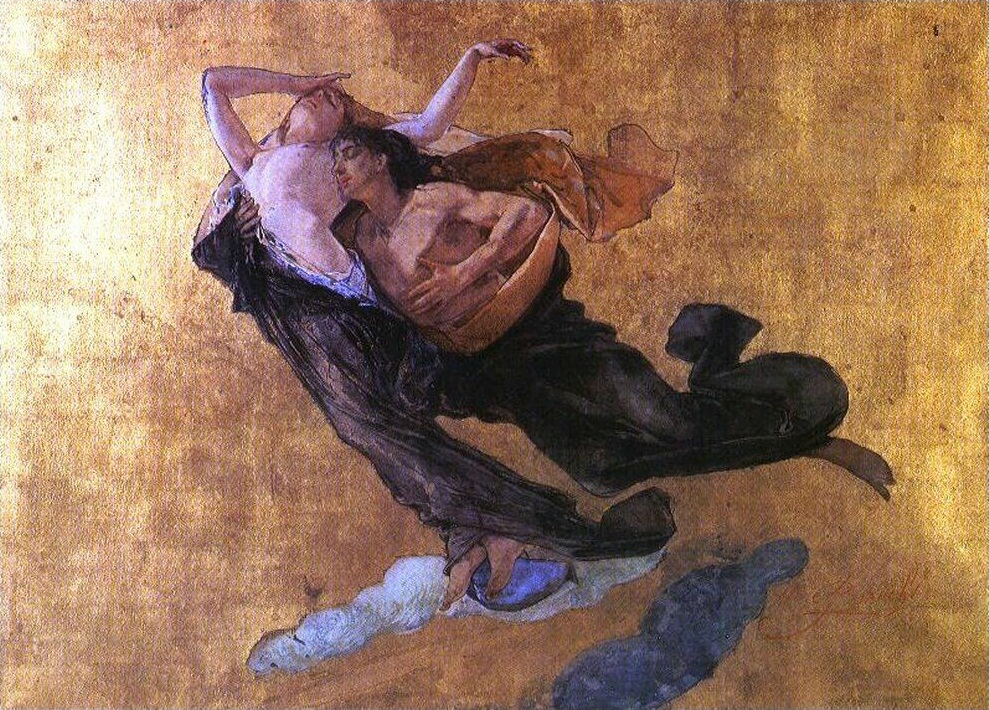
Mosè Bianchi, Paolo e Francesca, 1877c., aquarel·la i or sobre paper, Gallera Cívica d'Arte Moderna, Milà

En els scapigliatos es forma una mena de consciència dualística (una poesia d'Arrigo Boito es titula justament Dualisme) que subratlla el fortíssim contrast entre l'"ideal" que es voldria aconseguir i la "veritat", la crua realitat, descrita en mode objectiu i anatòmic.
Es desenvolupa així un moviment que evoca els models típicament romàntics alemanys d'E.T.A. Hoffmann, Jean Paul, Heinrich Heine, però sobretot Charles Baudelaire.

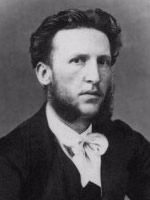
Ugo Iginio Tarchetti, autor de la coneguda novel·la scapigliata Fosca

Entre els majors protagonistes, destaquen al camp literari Cletto Arrighi (pseudònim i anagrama de Carlo Righetti), Vittorio Imbriani, Giovanni Camerana, Iginio Ugo Tarchetti, Giuseppe Amisani, els germans Arrigo i Camillo Boito i Emilio Praga; al camp artístic l'escultor Giuseppe Grandi i els pintors Tranquillo Cremona, Mosè Bianchi, Daniele Ranzoni; al camp de la música acadèmica Arrigo Boito (que va ser un cèlebre compositor i llibretista), Alfredo Catalani i Amilcare Ponchielli. També Giacomo Puccini va donar els seus primers passos dins del món de la Scapigliatura.